# Dune de Bouctouche
Pour les articles homonymes, voir Bouctouche (homonymie).

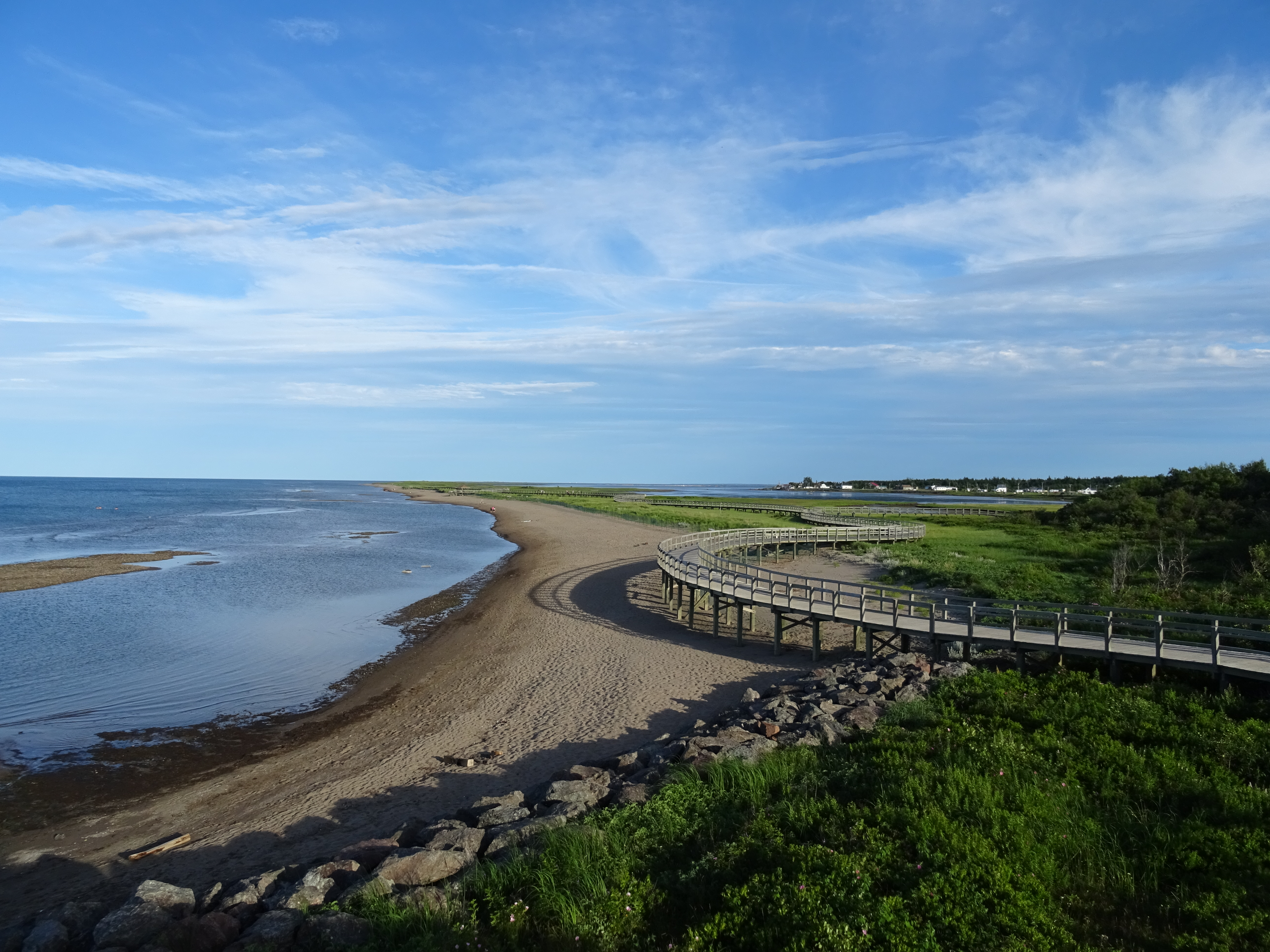
La dune de Bouctouche en juillet 2017

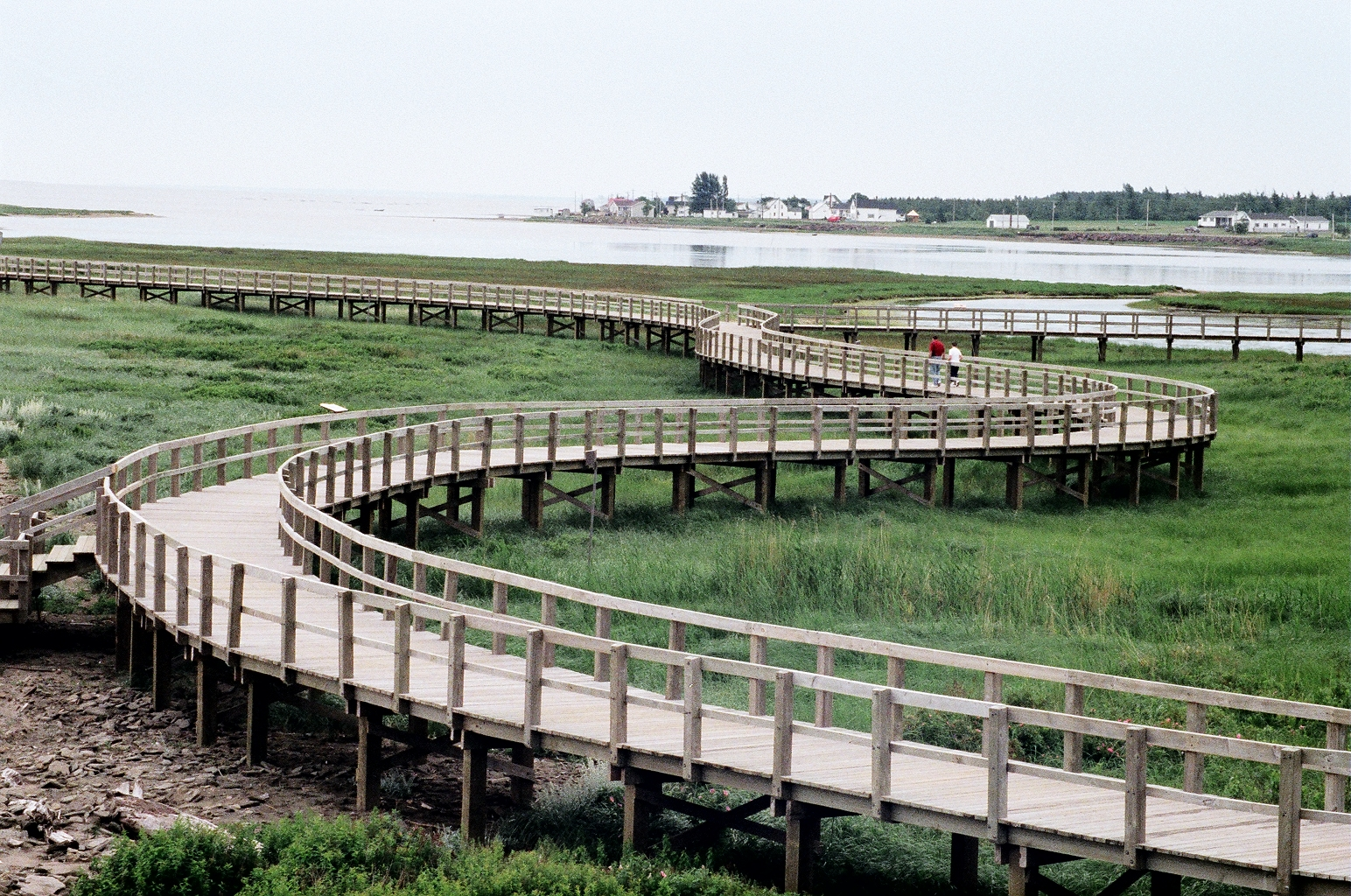
Promenade sur la dune de Bouctouche

La dune de Bouctouche est située à l'est de la ville de Bouctouche, au Nouveau-Brunswick. Elle est longue de plus de 12 kilomètres et a été formée il y a plus de 2000 ans. La dune abrite l'habitat d'une grande variété de plantes, d'animaux et d'oiseaux.
L'Éco-centre Irving a été construit entre 1996 et 1997 selon les plans d'Élide Albert afin de restaurer et de préserver la dune. Une promenade de bois sur pilotis longue de 1,8 km circule le long des différents écosystèmes de la dune et permet de les observer sans risque de les abîmer. On trouve aussi sur le site un sentier forestier. À l'entrée, un centre d'accueil composé d'une tour d'observation et de petits édifices à pièce unique munis de systèmes d'égouts écologiques. D'inspiration acadienne, l'édifice s'approche par contre plus de lieux semblables en Nouvelle-Angleterre avec ses toits pyramidaux.
Le centre est également un lieu de recherche sur les écosystèmes.
La dune est mentionnée dans le recueil de poésie La terre tressée, de Claude Le Bouthillier.